# Fondation Laureus
Pour les articles homonymes, voir Laureus.
La Fondation Laureus, fondée en 1999 par Daimler AG et Richemont, promeut la pratique du sport comme un moyen permettant les échanges sociaux afin d’améliorer la vie ou l'intégration des jeunes en situations difficiles à travers le monde. Elle crée divers événements et finance des projets caritatifs allant dans ce sens.
Elle célèbre aussi l'excellence sportive en récompensant les exploits de sportifs de haut niveau.
Le nom « Laureus » fait référence au laurier, plante symbole du triomphe et de la victoire sportive depuis l'Antiquité.
La fondation Laureus est composée entre autres de :  
- Laureus Sport for Good
- Laureus World Sports Awards
- Laureus World Sports Academy

## Laureus Sport for Good
L'association Laureus Sport for Good, créée en 1999 par Daimler AG et Richemont,, est la base de la fondation et constitue son activité principale : elle utilise le sport pour aider les jeunes en difficulté et lutter contre divers problèmes de société en organisant et soutenant financièrement plus de 100 projets à travers le monde qui luttent contre les violences, le manque d'éducation, l'intolérance raciale ou les maladies comme le SIDA.
Le président Nelson Mandela a joué un rôle important dans la création des Laureus Sport for Good et en a été le premier parrain. Lors de la première cérémonie des Laureus World Sports Awards en 2000, il a déclaré : « Le sport a le pouvoir de changer le monde. Il a le pouvoir d'inspirer. Il a le pouvoir d'unir les gens comme peu d'autres. Il parle aux jeunes dans une langue qu'ils comprennent. Le sport peut créer de l'espoir, où autrefois il n'y avait que du désespoir. Il est plus puissant que les gouvernements pour faire tomber les barrières raciales. Il se rit de tous les types de discrimination. » Ces paroles incarnent la philosophie de la fondation.

## Laureus World Sports Awards
La fondation célèbre l'excellence sportive en récompensant les exploits de sportifs de haut niveau, toutes catégories confondues. en organisant chaque année une cérémonie durant laquelle sont remis les plus grands trophées sportifs : les Laureus World Sports Awards. Des associations qui utilisent le sport dans un but caritatif sont également récompensées.

## Laureus World Sports Academy
La Laureus World Sports Academy est un groupe de grandes légendes du sport  qui agit en tant que jury sportif, votant chaque année pour désigner les lauréats des Laureus World Sports Awards. Les membres de l'académie ne sont pas rémunérés ; ils sont bénévoles et ambassadeurs de la fondation, et apportent leur aide à la Laureus Sport for Good.

### Membres de l'académie en activité
La Laureus World Sports Academy compte actuellement 65 membres et est présidée par le joueur de rugby Sean Fitzpatrick. Ont rejoint l'Académie, après sa fondation, ceux marqués d'un (*).
- Giacomo Agostini - Motocyclisme
- Marcus Allen - Football américain
- Franz Beckenbauer - Football
- Boris Becker - Tennis
- Ian Botham - Cricket
- Sergueï Bubka - Athlétisme
- Cafu (2015) - Football
- Fabian Cancellara (2016) - Cyclisme
- Bobby Charlton - Football
- Sebastian Coe - Athlétisme
- Nadia Comăneci - Gymnastique
- Alessandro Del Piero (2016) - football
- Deng Yaping* - Tennis de Table
- Marcel Desailly* - Football
- Kapil Dev* - Cricket
- Michael Doohan - Motocyclisme
- David Douillet - Judo
- Rahul Dravid (2014) - Cricket
- Luis Figo* - Football
- Emerson Fittipaldi - Automobile
- Sean Fitzpatrick - Rugby (Président)
- Dawn Fraser - Natation
- Cathy Freeman* - Athlétisme
- Raúl* - football
- Tanni Grey-Thompson - Athlétisme paralympique
- Ruud Gullit (2017) - Football
- Marvin Hagler - Boxe
- Mika Häkkinen* - Automobile
- Tony Hawk - Skateboarding
- Maria Höfl-Riesch - Ski alpin
- Mike Horn* - Exploration
- Chris Hoy (2017) - Cyclisme sur piste
- Miguel Indurain - Cyclisme
- Michael Johnson - Athlétisme
- Kip Keino - Athlétisme
- Franz Klammer - Ski
- Lennox Lewis* - Boxe
- Tegla Loroupe (2015) - Marathon
- Dan Marino - Football américain
- Yao Ming (2015) - Basket-ball
- Edwin Moses - Athlétisme
- Nawal El Moutawakel* - Athlétisme
- Li Na (2016) - tennis
- Robby Naish - Windsurf et kiteboard
- Ilie Năstase - Tennis
- Martina Navrátilová - Tennis
- Alexei Nemov* - Gymnastique
- Jack Nicklaus - Golf
- Brian O'Driscoll (2016) - rugby
- Gary Player - Golf
- Morné du Plessis - Rugby
- Hugo Porta - Rugby
- Carles Puyol* - Football
- Steve Redgrave - Aviron
- Vivian Richards - Cricket
- Monica Seles  - Tennis
- Mark Spitz - Nautisme
- Sachin Tendulkar (2015) - Cricket
- Daley Thompson - Athlétisme
- Alberto Tomba - Ski
- Steve Waugh - Cricket
- Katarina Witt - Patinage
- Li Xiaopeng (2015) - Gymnastique
- Yang Yang (2015)* - Short-track

### Membres décédés
- Peter Blake - Nautisme
- Bill Shoemaker - Courses hippiques
- Severiano Ballesteros - Golf

### Anciens membres
- Michael Jordan - Basketball
- John McEnroe - Tennis
- Pelé - Football
- Yasuhiro Yamashita - Judo